# Pêche au cormoran sur la Nagara-gawa

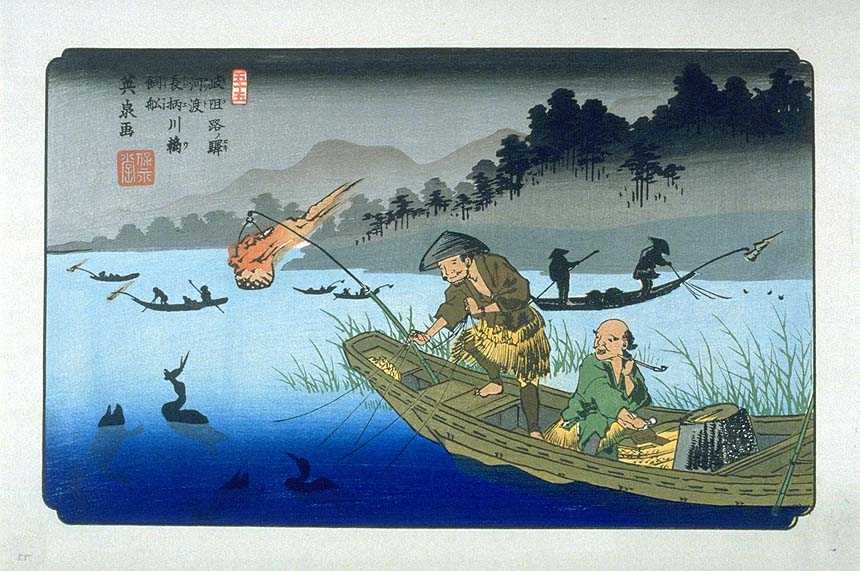
Estampe de Gōdo-juku par Keisai Eisen, partie de la série Les Soixante-neuf Stations du Kiso Kaidō

La pêche au cormoran sur la Nagara-gawa (ぎふ長良川の鵜飼, Gifu Nagaragawa no Ukai) a joué un rôle primordial dans l'histoire de la ville de Gifu, préfecture de Gifu au Japon. Durant sa longue histoire, elle a évolué d'un moyen de subsistance à une industrie rentable, puis est devenue une attraction touristique majeure. Elle a lieu du 11 mai au 15 octobre de chaque année (sauf lorsque le niveau de la rivière est élevé et au cours de la pleine Lune). 
La pêche au cormoran sur la Nagara-gawa est désignée Japan Heritage en 2015. 

## Histoire

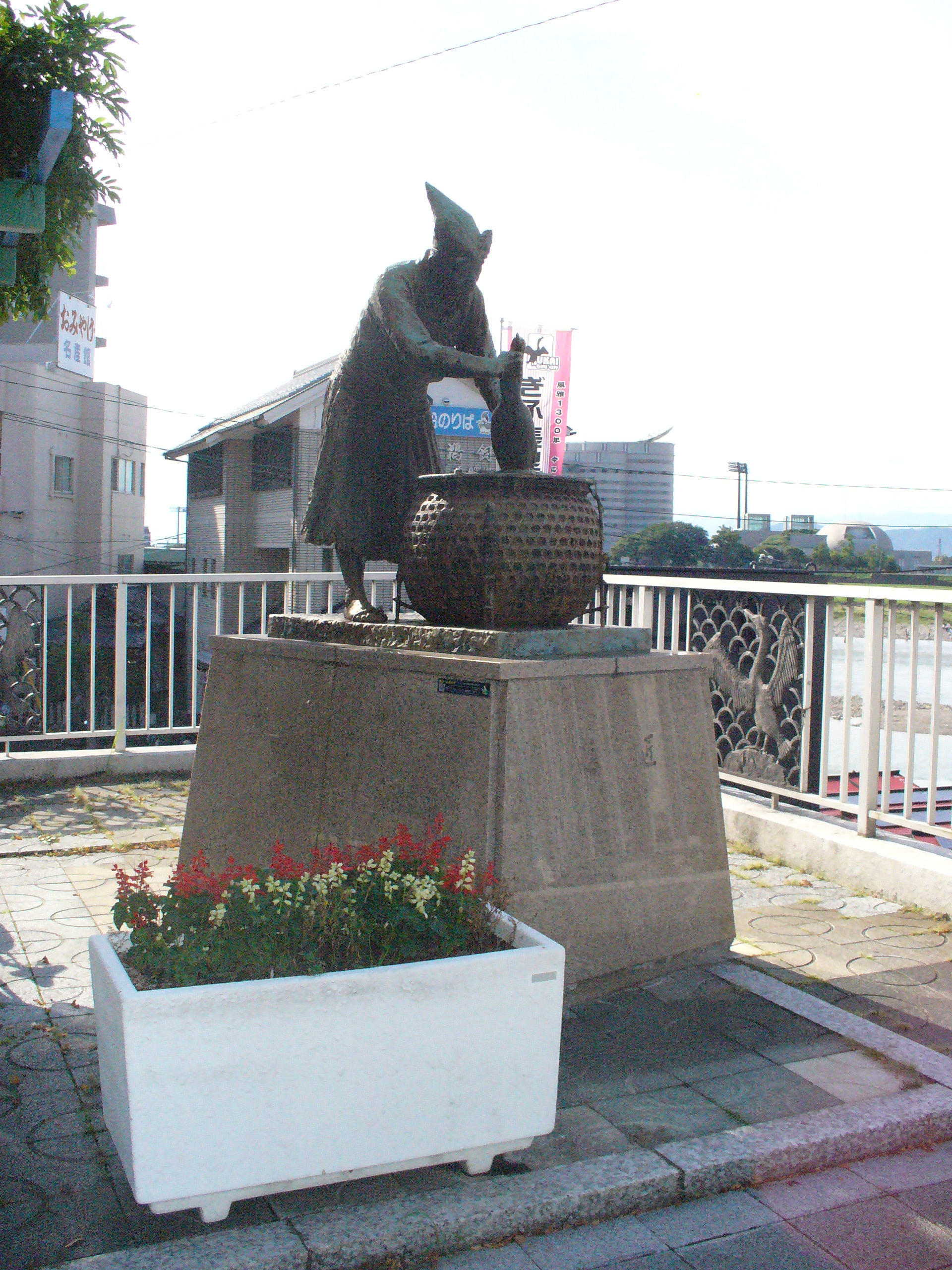
Statue en bronze d'un maître de pêche tenant son cormoran, située près du « Bureau du bateau d'observation de la pêche au cormoran »

La pêche au cormoran sur la Nagara-gawa est une tradition vieille de 1 300 ans au cours de laquelle les maîtres pêcheurs (鵜匠 ushō) utilisent des cormorans japonais pour attraper des poissons, essentiellement des ayu. En raison de leurs grandes compétences, les maîtres de pêche ont reçu le titre officiel de « pêcheurs de cormorans de l'Agence de la maison impériale »; ce titre héréditaire se transmet de père en fils.
L'utilisation de cormorans pour la pêche sur la rivière Nagara a commencé il y a plus de 1300 ans, à l'origine moyen pour les gens de nourrir leurs familles. Lorsque la pêche au cormoran est passée sous l'égide de l'Agence impériale, les premiers poissons pêchés chaque année étaient envoyés à la capitale. Parce que la pêche au cormoran est associée à la maison impériale, la Nagara est une rivière protégée, ce qui a contribué à la garder propre et saine et permis à ce type de pêche de se poursuivre au cours des siècles. Les cormorans sont devenus une telle partie du folklore japonais qu'ils ont donné lieu au terme unomi (鵜呑み), ce qui signifie « tout avaler comme un cormoran » ou « accepter sans poser de questions », parce qu'ils peuvent avaler les poissons entiers sans s'étouffer.
Tandis que les techniques s'amélioraient et que nombre de poissons étaient capturés, la pêche s'est transformée en industrie. Les poissons étaient traités dans des usines à proximité, leur permettant d'être vendus à de grandes distances. À la longue, le nombre de poissons capturés par les cormorans a commencé à baisser. L'avènement de nouvelles méthodes modernes de pêche et de transport a diminué la nécessité de la pêche au cormoran à grande échelle.
En dépit du déclin de l'industrie, la pêche au cormoran se poursuit toujours dans la ville de Gifu et est une partie importante des activités touristiques de la ville, attirant des visiteurs du Japon et du monde entier. Les premiers ayu de la saison sont toujours envoyés à la capitale aujourd'hui et des spectacles pour les membres de la famille impériale sont organisés huit fois par an, ouverts aussi au grand public.
Au fil des ans, de nombreuses personnes célèbres ont assisté à la pêche au cormoran sur la rivière Nagara, certaines de renommée mondiale comme Charlie Chaplin et Matsuo Bashō. Chaplin en particulier est venu à deux reprises et a fait remarquer qu'il avait été très ému par l'événement et que les compétences des capitaines de pêche étaient « merveilleuses ». Bashô était si fasciné par cette activité qu'il a écrit deux haïkus à ce sujet :
- « Passionnant à voir / mais peu de temps après, vient la tristesse/ les bateaux de cormorans ». (おもしろうてやがて悲しき鵜舟哉。)
- « Une fois de plus pour décrire / de la rivière Nagara les propres / ayu namasu ». (又たぐひながらの川の鮎なます。) (le namasu est une délicatesse marinée faite de ayu.)

## Processus de pêche

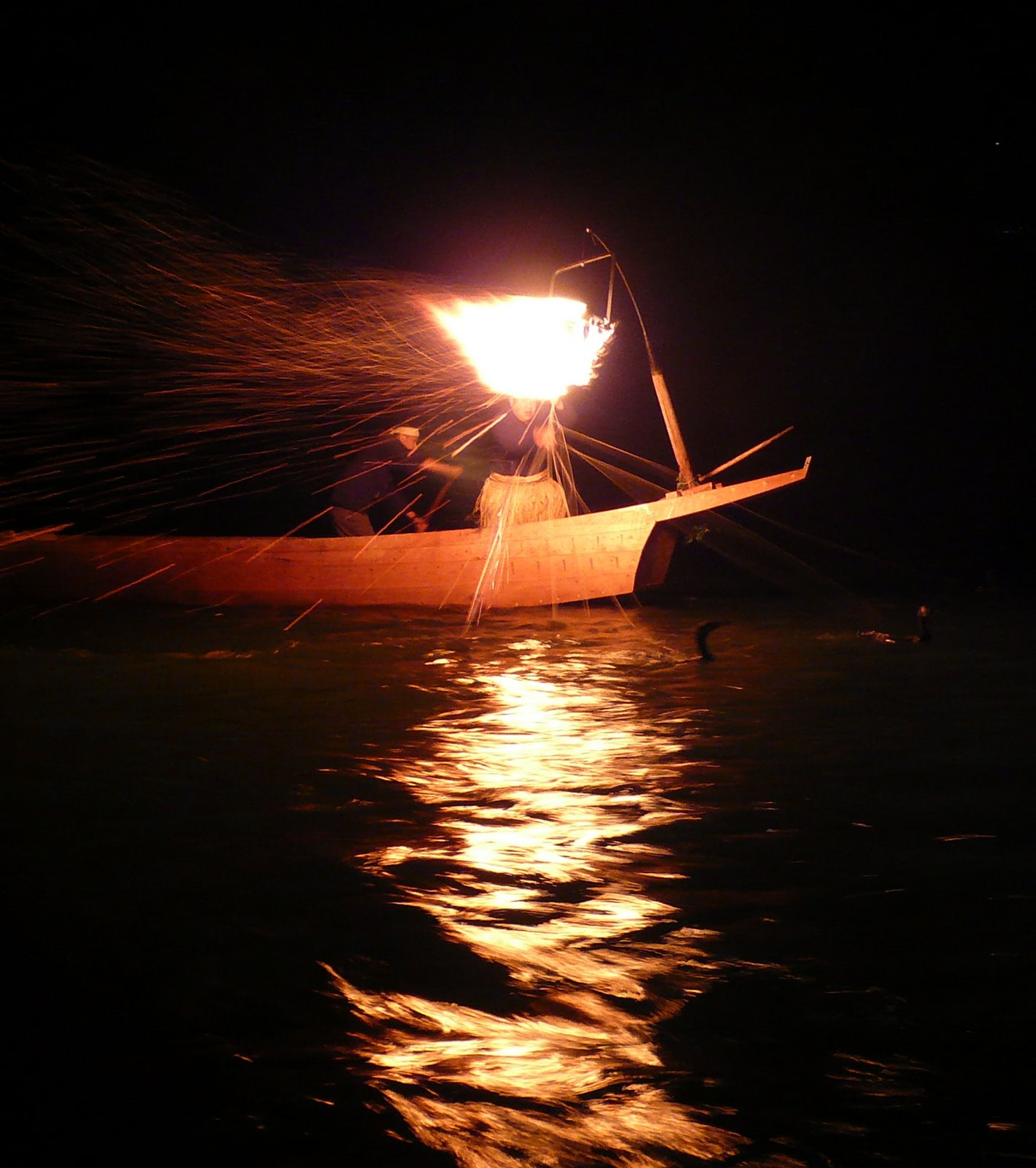
Pêche au cormoran sur la Nagara-gawa

Parce que la pêche au cormoran est une activité quotidienne pendant près de cinq mois de l'année, les maîtres de pêche commencent chaque jour en sélectionnant dix à douze cormorans en bonne santé pour les activités de la soirée. Une fois les oiseaux sélectionnés et les bateaux préparés, les six maîtres de pêche tirent à la courte paille pour déterminer l'ordre dans lequel ils vont pêcher.
Lorsque les cormorans ont capturé les poissons, ils sont ramenés au bateau à l'aide des cordes attachées à leur corps. Les pêcheurs retirent alors le poisson de leur gorge. Chaque oiseau peut contenir jusqu'à six poissons dans sa gorge, mais est empêché de les avaler par un anneau attaché autour de son cou. Les cormorans sont toutefois capables d'avaler les petits poissons. Bien que les cordes sont solides, les maîtres de pêche sont capables de les couper rapidement si elles sont prises sous des roches, afin que l'oiseau ne se noie pas.
Chaque nuit, la pêche au cormoran commence officiellement lorsque trois feux d'artifice sont déclenchés dans le ciel. Dans un premier temps, les bateaux descendent la rivière, un par un, et capturent les poissons. Ils utilisent un feu fixé à l'avant du bateau pour les attirer et frappent les côtés du bateau pour garder les oiseaux actifs. Quand la nuit tire à sa fin, les six bateaux s'alignent côte à côte et descendent la rivière dans une procession appelée sougarami.

### Sur le bateau
À bord du bateau, en plus du maître pêcheur, se trouvent son assistant (中乗り nakanori, le pilote (共乗り tomonori, et, à l'occasion, un second assistant. Ces trois personnes travaillent à l'unisson pour contrôler les bateaux et les oiseaux.  Parce que la position de maître de pêche est héréditaire, l'aide est souvent le fils du patron.

### Les instruments du métier
Comme la pêche au cormoran sur la Nagara est restée depuis longtemps inchangée, les instruments utilisés sont généralement restés les mêmes. L'outil le plus important est le bateau à cormoran (鵜舟 ubune) lui-même. De 13 m de long, il contient les trois occupants, les cormorans et les prises de la nuit. Suspendu à l'avant du bateau se trouve un panier de fer (篝 kagari), soutenu par le poteau du feu (篝棒 kagaribō) qui contient le feu à l'avant du bateau. Ce feu (篝火 kagaribi) est utilisé à la fois pour éclairer le parcours du maître de pêche et pour rendre plus facile pour les cormorans de trouver du poisson. Les capitaines de pêche utilisent du pin fendu (松割木 matsuwariki) car il brûle facilement et brillamment. En outre, les cormorans sont contrôlés par les maîtres pêcheurs à l'aide de cordes (手縄 tenawa).

## Source de la traduction
- (en) Cet article est partiellement ou en totalité issu de l’article de Wikipédia en anglais intitulé « Cormorant fishing on the Nagara River » (voir la liste des auteurs).